# Cottes
Der geschützte Markenname Cottes bezeichnet eine Gruppe von Broten des belgischen Backwarenherstellers Vandemoortele.

## Geschichte
Der französische Bäcker Roland Cottes entwickelte in den 1970er Jahren aufgrund alter Familienrezepte und mit historischen französischen Weizensorten in Le Fossat ein kleines Sortiment von Natursauerteigbroten für den Vertrieb in den familieneigenen Bäckereien. Diese ‚Pyrenäenbrote’ oder ‚Les Pains Pérènes’, wie er sie nannte, kamen ohne zusätzliche Backhilfsmittel aus. In Frankreich, wo Sauerteig seltener verwendet wird, entwickelten sie sich schnell zu einer regionalen Spezialität. Roland Cottes begann, die Brote nach dem Backvorgang zu frosten, um längere Transporte innerhalb Frankreichs ohne Qualitätsverlust gewährleisten zu können. Aufgrund der hohen Nachfrage nach den Broten erweiterte er die Produktion um zwei Großbäckereien in Le Fossat und St. Estève.
Im Dezember 2004 erwarb die belgische Nahrungsmittelgruppe Vandemoortele das Unternehmen zu 100 % und vertreibt seither diese Brote in Europa. Eine von Roland Cottes gestellte Übernahmebedingung war die Beibehaltung aller Qualitätsprinzipien aus dem ursprünglichen handwerklichen Backprozess und die Einhaltung der Familienrezepturen.

## Produktion
Alte französische Weizensorten werden speziell für Cottes von Vertragslandwirten unter kontrollierten Bedingungen („Blés CRC“) angebaut und später auf Lavastein vermahlen. Die Brote werden in den klassischen Formen des Pavé (Ziegel) und der Flûte (Spitzflöte) sowie als Mini-Pérènes auf Stein gebacken. Unter dem internationalen Claim Cottes. Wort für Brot sind inzwischen folgende Sorten auf dem Markt:
- La Flûte Pérène Pointue, Le Pavé Pérène au levain, Le Pavé Pérène noix, Le Pavé Pérène Multicéréales, Le Pavé Pérène aux Olives;
- Mini Pérène au Levain, Mini Pérène Sésame, Mini Pérène Multicéréales.